# Paroisse de Paquetville
Ne doit pas être confondu avec Paquetville.
La paroisse de Paquetville est à la fois une paroisse civile et un ancien district de services locaux (DSL) canadien situé dans le comté de Gloucester, au nord-est du Nouveau-Brunswick. Comme dans la plupart des DSL de la province, la population s'identifie plus à ses différents hameaux, soit Bas-Paquetville, Burnsville, Haut-Paquetville, Petit-Paquetville, Rang-Saint-Georges, Saint-Amateur et Trudel. Dans le cadre de la réforme de la gouvernance locale du 1er janvier 2023, le DSL a été annexé à la nouvelle ville de Hautes-Terres.

## Toponyme

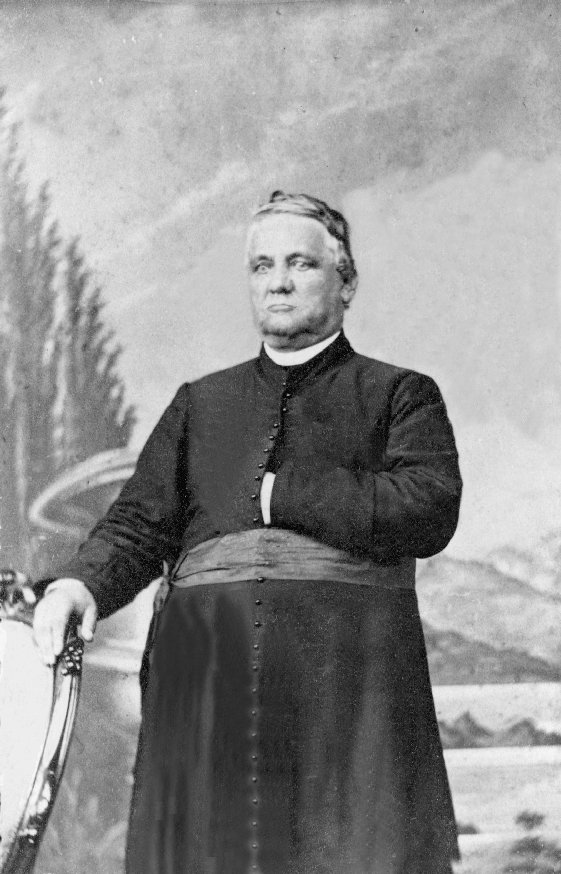
Portrait de Joseph-Marie Paquet.

La paroisse de Paquetville est nommée ainsi d'après son principal village, Paquetville, lui-même nommé en l'honneur de Joseph-Marie Paquet (1804-1869), prêtre catholique.

## Géographie

Carte topographique des régions habitées de la paroisse. Au centre, le village de Paquetville.

La paroisse de Paquetville est située dans les terres, à environ 35 kilomètres à vol d'oiseau à l'est de Bathurst.
La principale partie du territoire entoure le village de Paquetville. Une exclave se trouve entre Notre-Dame-des-Érables, la paroisse de Saint-Isidore, Saint-Sauveur et New Bandon-Salmon Beach.
Les rivières Pokemouche et Big Tracadie coulent au sud du territoire. La rivière Caraquet coule au nord.
La paroisse de Paquetville est généralement considérée comme faisant partie de l'Acadie.

## Hameaux

### Bas-Paquetville
À l'est du village se trouve Bas-Paquetville.

### Burnsville
Burnsville se trouve au bord de la rivière Caraquet, sur la route 135, à 1 kilomètre au nord de Trudel.

### Haut-Paquetville
Sur un plateau à l'ouest de Paquetville, le long de la route 340 menant à Notre-Dame-des-Érables, s'élève Haut-Paquetville.

### Petit-Paquetville
Au nord-est, sur le même chemin, se trouve Petit-Paquetville. Rang-Saint-Georges est situé au sud de Paquetville, sur un petit  plateau surplombant le village, à l'intersection des routes 135 et 350.

### Saint-Amateur
Saint-Amateur est situé dans une région au relief accidenté à l'ouest de Trudel.

### Trudel
Trudel est situé directement au nord du village mais est centré sur l'intersection des routes 135 et 325.

## Démographie
| 2001  | 2006  | 2011  | 2016  | - |
| ----- | ----- | ----- | ----- | - |
| 2 649 | 2 457 | 2 504 | 2 329 | - |

## Chronologie municipale

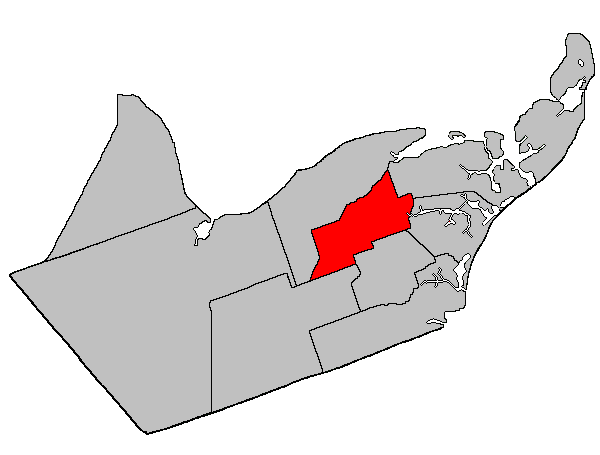
Situation sur une carte des paroisses civiles du comté de Gloucester (certains DSL et municipalités ne sont donc pas montrés).

- 1897: La paroisse de Paquetville est créée à partir d'une portion des paroisses de Caraquet et d'Inkerman[4],[5].

La municipalité du comté de Gloucester est dissoute en 1966. Le village de Paquetville est constitué à partir d'une portion de la paroisse la même année. La paroisse de Paquetville devient un district de services locaux en 1967. La même année, le village de Bertrand est constitué à partir d'une portion des paroisses de Paquetville, de New Bandon et de Caraquet. Le DSL de Notre-Dame-des-Érables est constitué à partir d'une portion de la paroisse en 1984.

## Administration

### Comité consultatif
En tant que district de services locaux, la paroisse de Paquetville est administrée directement par le Ministère des Gouvernements locaux du Nouveau-Brunswick, secondé par un comité consultatif élu composé de cinq membres dont un président.

### Commission de services régionaux
La paroisse de Paquetville fait partie de la Région 4, une commission de services régionaux (CSR) devant commencer officiellement ses activités le 1er janvier 2013. Contrairement aux municipalités, les DSL sont représentés au conseil par un nombre de représentants proportionnel à leur population et leur assiette fiscale. Ces représentants sont élus par les présidents des DSL mais sont nommés par le gouvernement s'il n'y a pas assez de présidents en fonction. Les services obligatoirement offerts par les CSR sont l'aménagement régional, l'aménagement local dans le cas des DSL, la gestion des déchets solides, la planification des mesures d'urgence ainsi que la collaboration en matière de services de police, la planification et le partage des coûts des infrastructures régionales de sport, de loisirs et de culture; d'autres services pourraient s'ajouter à cette liste.

### Représentation
Nouveau-Brunswick: La paroisse de Paquetville, sauf Burnsville, fait partie de la circonscription de Centre-Péninsule—Saint-Sauveur, qui est représentée à l'Assemblée législative du Nouveau-Brunswick par Denis Landry, du Parti libéral. Il fut élu en 2003 puis réélu en 2008 et en 2010. Burnsville est situé dans la circonscription de Caraquet, représentée par Hédard Albert, du parti libéral. Il fut élu en 2003 puis réélu en 2008 et en 2010.
 Canada: La paroisse de Paquetville fait partie de la circonscription fédérale d'Acadie-Bathurst. Cette circonscription est représentée à la Chambre des communes du Canada par Yvon Godin, du NPD. Il fut élu lors de l'élection de 1997 contre le député sortant Doug Young, en raison du mécontentement provoqué par une réforme du régime d’assurance-emploi.

### Ancienne administration paroissiale
|  | Indépendant | 1925 - 192? | Jean Haché Dosithée Pinet     |
|  | Indépendant | 1931 - 19?? | John E. Hachez Dosithée Pinet |

## Économie
Entreprise Péninsule, un organisme basé à Tracadie-Sheila faisant partie du réseau Entreprise, a la responsabilité du développement économique de la région.
L'économie de la Péninsule acadienne région est basée sur les ressources naturelles ainsi que les services et la fabrication. En fait, le développement au village est avant tout résidentiel et l'une des principales opportunités économiques sont les emplois dans la fonction publique à Caraquet et Tracadie-Sheila. La population active est d'ailleurs très mobile et 20 % des hommes travaillent à l'extérieur de la Péninsule. L'activité économique des environs est quant à elle centrée sur le village de Paquetville. Il y a par contre un important magasin général à Rang-Saint-Georges et quelques agriculteurs.

## Vivre dans la paroisse de Paquetville

### Éducation
Les élèves francophones bénéficient d'écoles à Paquetville et à Caraquet. La ville de Shippagan compte le CCNB-Péninsule acadienne et un campus de l'Université de Moncton.
Les anglophones bénéficient d'une école à Janeville mais doivent poursuivre leur éducation à Bathurst de la sixième à la douzième année. Les établissements d'enseignement supérieur anglophones les plus proches sont à Fredericton ou Miramichi.
Il y a une bibliothèque publique à Caraquet. Le bibliobus du Nord fait toutefois un arrêt à Paquetville.

### Autres services publics
La population de la paroisse est dépendante des localités environnantes, notamment Paquetville et Caraquet, pour ses services. Le détachement de la Gendarmerie royale du Canada le plus proche est situé à Caraquet. Cette ville dispose également d'un poste d'Ambulance Nouveau-Brunswick et de l'hôpital de l'Enfant-Jésus. Il y a toutefois un centre de santé à Paquetville. Le bureau de poste le plus proche est à Paquetville.
Existant depuis le 20 juillet 1995, la Commission de gestion des déchets solides de la Péninsule acadienne (COGEDES) a son siège social à Caraquet. Les déchets sont transférés au centre de transbordement de Tracadie-Sheila et les matières non recyclables sont ensuite enfouies à Allardville.
Les francophones bénéficient du quotidien L'Acadie nouvelle, publié à Caraquet, ainsi que de l'hebdomadaire L'Étoile, de Dieppe. Les anglophones bénéficient quant à eux du quotidien Telegraph-Journal, publié à Saint-Jean.